# Kanton La Roche-sur-Yon-2
 La Roche-sur-Yon-2  is een kanton van het Franse departement Vendée. Het kanton maakt deel uit van het arrondissement La Roche-sur-Yon. In 2020 telde het 43.107 inwoners.
Het kanton werd gevormd ingevolge het decreet van 17 februari 2014 met uitwerking op 22 maart 2015 met La Roche-sur-Yon als hoofdplaats.

## Gemeenten
Het kanton omvatte bij zijn vorming volgende vijf gemeenten: 
- La Roche-sur-Yon (zuidelijk deel)
- Aubigny
- La Chaize-le-Vicomte
- Les Clouzeaux
- Nesmy

Op 1 januari 2016 werden de gemeenten Aubigny en Les Clouzeaux samengevoegd tot de fusiegemeente (commune nouvelle):
- Aubigny-Les Clouzeaux